# Fábio Trad

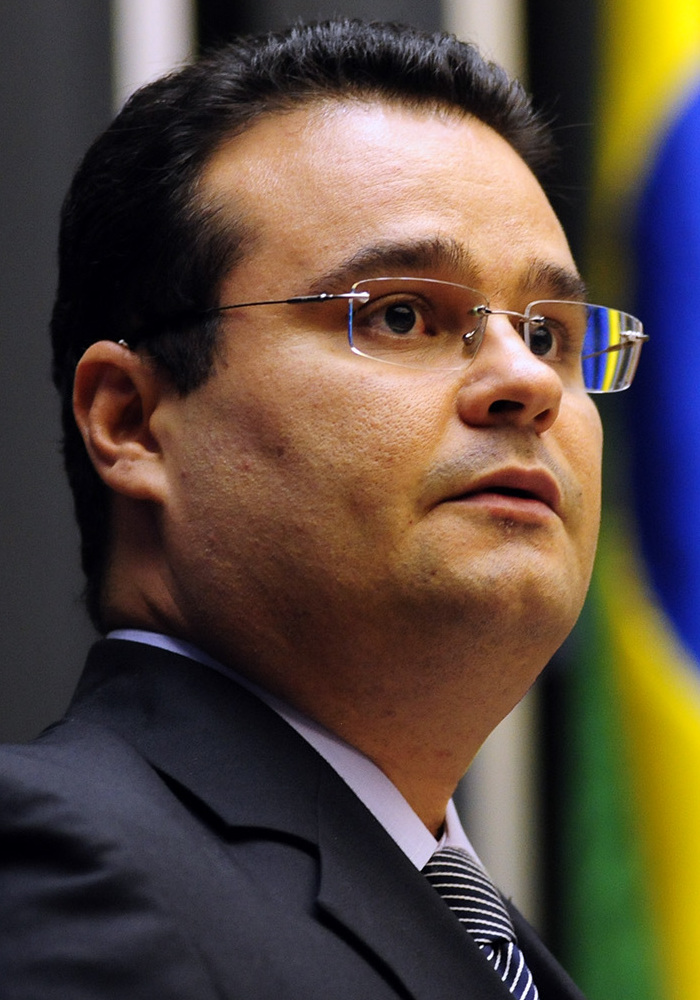
Fábio Trad

Fábio Ricardo Trad (* 18. August 1969 in Campo Grande, Mato Grosso do Sul) ist ein brasilianischer Rechtsanwalt und Politiker. Er ist Mitglied des PSD und Bundesabgeordneter für Mato Grosso do Sul.

## Leben
Fábio Trad ist der Sohn von Nelson Trad und Therezinha Mandetta Trad. Er ist Mitglied des Politikerclans der Familie Trad, zu der auch der Senator Nelsinho Trad Filho, der Stadtpräfekt von Campo Grande Marquinhos Trad, der ehemalige Präsident des Stadtrats von Campo Grande, Paulo Siufi Neto, der ehemalige Gesundheitsminister Luiz Henrique Mandetta und andere gehören.
Er studierte von 1987 bis 1991 Rechtswissenschaften an der Universidade do Estado do Rio de Janeiro (UERJ) und schloss mit einem Master in Strafrecht und Wirtschaftswissenschaft ab. Als Anwalt vertrat er häufig sozial Benachteiligte.

## Politische Laufbahn
2003 war er in die Partei PMDB eingetreten, der er bis 2016 angehörte. Er wechselte 2016 zum 2011 gegründeten Partido Social Democrático (PSD).
Bei den Wahlen in Brasilien 2010 kandidierte er als Bundesabgeordneter und erreichte mit 82.121 der gültigen Stimmen das Amt für die 54. Legislaturperiode in der Abgeordnetenkammer des Nationalkongresses. Er erlangte die Wiederwahl für die 55. Legislaturperiode. Hier arbeitete er in der Sonderkommission für ein neues Zivilstrafrecht.
Mit 89.385 der gültigen Stimmen bei den Wahlen in Brasilien 2018 erreichte er seine dritte Amtszeit für die 56. Legislaturperiode von 2019 bis 2023.